# Dendroceros
Dendroceros, jedan od nekoliko rodova antocerota iz porodice Dendrocerotaceae. Sastoji se od tridesetak vrsta, uglavnom po južnoj polutki.

## Vrste
1. Dendroceros acutilobus Steph.
2. Dendroceros adglutinatus (Hook.f. & Taylor) Gottsche, Lindenb. & Nees
3. Dendroceros africanus Steph.
4. Dendroceros allionii Steph.
5. Dendroceros australis Steph.
6. Dendroceros borbonicus Steph.
7. Dendroceros breutelii Nees
8. Dendroceros cavernosus J.Haseg.
9. Dendroceros cichoraceus (Mont.) Gottsche
10. Dendroceros crassicostatus Steph.
11. Dendroceros crassinervis (Nees) Gottsche
12. Dendroceros crispatus (Hook.) Nees
13. Dendroceros crispus (Sw.) Nees
14. Dendroceros cucullatus Steph.
15. Dendroceros difficilis Steph.
16. Dendroceros exalatus Steph.
17. Dendroceros foliicola J.Haseg.
18. Dendroceros gracilis Steph.
19. Dendroceros granulatus Mitt.
20. Dendroceros herasii M.Infante
21. Dendroceros humboldtensis Hürl.
22. Dendroceros japonicus Steph.
23. Dendroceros javanicus (Nees) Nees
24. Dendroceros muelleri Steph.
25. Dendroceros ogeramnangus Piippo
26. Dendroceros paivae C.A.Garcia, Sérgio & J.C.Villarreal
27. Dendroceros pedunculatus Steph.
28. Dendroceros rarus Steph.
29. Dendroceros reticulus Herzog
30. Dendroceros seramensis J.Haseg.
31. Dendroceros subdifficilis S.Hatt.
32. Dendroceros subplanus Steph.
33. Dendroceros subtropicus C.J.Wild
34. Dendroceros tahitensis Ångstr.
35. Dendroceros tubercularis S.Hatt.
36. Dendroceros validus Steph.
37. Dendroceros vesconianus Gottsche
38. Dendroceros wattsianus Steph.